# Ейвістон (Іллінойс)
Ейвістон (англ. Aviston) — селище (англ. village) в США, в окрузі Клінтон штату Іллінойс. Населення — 2340 осіб (2020).

## Географія
Ейвістон розташований за координатами 38°37′33″ пн. ш. 89°36′45″ зх. д. / 38.62583° пн. ш. 89.61250° зх. д. (38.625925, -89.612501).  За даними Бюро перепису населення США в 2010 році селище мало площу 3,80 км², уся площа — суходіл. В 2017 році площа становила 4,11 км², уся площа — суходіл.

## Демографія
Згідно з переписом 2010 року, у селищі мешкало 1945 осіб у 690 домогосподарствах у складі 503 родин. Густота населення становила 511 особа/км².  Було 709 помешкань (186/км²).
Расовий склад населення:
| - 98,4 % — білих - 0,5 % — азіатів - 0,2 % — корінних американців - 0,1 % — чорних або афроамериканців |

До двох чи більше рас належало 0,7 %. Частка іспаномовних становила 0,6 % від усіх жителів.
За віковим діапазоном населення розподілялося таким чином: 27,5 % — особи молодші 18 років, 59,6 % — особи у віці 18—64 років, 12,9 % — особи у віці 65 років та старші. Медіана віку мешканця становила 33,9 року. На 100 осіб жіночої статі у селищі припадало 94,3 чоловіків;  на 100 жінок у віці від 18 років та старших — 89,0 чоловіків також старших 18 років.
Середній дохід на одне домашнє господарство  становив 88 510 доларів США (медіана — 81 632), а середній дохід на одну сім'ю — 100 222 долари (медіана — 93 036). Медіана доходів становила 58 750 доларів для чоловіків та 48 036 доларів для жінок. За межею бідності перебувало 2,3 % осіб, у тому числі 1,2 % дітей у віці до 18 років та 4,1 % осіб у віці 65 років та старших.
Цивільне працевлаштоване населення становило 1134 особи. Основні галузі зайнятості: освіта, охорона здоров'я та соціальна допомога — 24,4 %, роздрібна торгівля — 13,7 %, виробництво — 11,2 %, будівництво — 10,7 %.